# محمد قاسي سعيد
محمد قاسي سعيد مواليد 2 مايو 1958 في الجزائر، هو لاعب كرة قدم جزائري دولي سابق كان يلعب كلاعب وسط. اعتزل اللعب عام 1988. سبق له أن لعب في كأس العالم لكرة القدم مع منتخب بلاده. بدأ مسيرته الرياضية عام 1978.

## المسيرة الاحترافية

### أندية لعب لها
- رائد القبة

## روابط خارجية
- محمد قاسي سعيد على موقع الاتحاد الدولي (مؤرشف)  (الإنجليزية)
- محمد قاسي سعيد على موقع قاعدة بيانات كرة القدم.إي يو (الإنجليزية)
- محمد قاسي سعيد على موقع ناشيونال فوتبول تيمز (الإنجليزية)
- محمد قاسي سعيد على موقع عالم كرة القدم.نت (الإنجليزية)